# Onthophagus medius
Onthophagus medius är en skalbaggsart som beskrevs av Johann Gottlieb Kugelann 1792. Onthophagus medius ingår i släktet Onthophagus och familjen bladhorningar. Inga underarter finns listade i Catalogue of Life.